# Balm bei Messen
Balm bei Messen is een plaats en voormalige gemeente in het Zwitserse kanton Solothurn en maakt deel uit van het district Bucheggberg.
Balm bei Messen telt 111 inwoners.
Op 1 januari 2010 werd Balm bei Messen opgenomen in de gemeente Messen.